# Justin Foxton
Pour les articles homonymes, voir Foxton.
Justin Fox Greenlaw Foxton, né le 24 septembre 1849 à Melbourne et mort le 23 juin 1916 à Brisbane, est un avocat et homme politique australien.

## Biographie
Il est le fils d'un ancien capitaine de la Royal Navy, installé en Australie après avoir pris part à une mission d'exploration de l'océan Antarctique et des îles Falkland en 1833. Admis au barreau du Queensland en 1871, Justin Foxton est le député de la circonscription rurale de Carnarvon à l'Assemblée législative du Queensland de 1883 à 1904 ; son « cynisme grinçant » et ses airs parfois hautains y irritent ses adversaires. En 1883, il se jette à l'eau et sauve une femme de la noyade au St Kilda Pier (en) à Melbourne ; en 1890, il se met à nouveau en danger pour tenter, cette fois sans succès, de sauver deux autres femmes qui se noient dans le fleuve Brisbane. Il est le ministre des Terres publiques dans le gouvernement du Queensland de 1896 à 1898 et d'avril à septembre 1903, et le ministre de l'Intérieur d'octobre 1898 à avril 1903 dans les gouvernements successifs de James Dickson et de Robert Philp (sauf quelques jours en décembre 1899 lorsqu'Anderson Dawson mène le très éphémère premier gouvernement travailliste au monde).
Comme ministre de l'Intérieur, il fait adopter en 1900 une loi (Factories and Shops Act) qui régule les conditions de travail dans les usines et les boutiques, et qui restreint le nombre d'heures de travail qu'un employeur peut imposer à ses employés, ainsi que le travail des enfants. En 1901, il fait adopter la « première mesure efficace » de protection des Aborigènes dans le Queensland, avec la loi Aboriginals Protection and Restriction of the Sale of Opium Act. Celle-ci, qu'il justifie en expliquant qu'en tant qu'« intrus » les Australiens non-autochtones ont de fortes obligations morales envers les Aborigènes, crée un système de régulation et de vérification des conditions de vie et de travail dans les réserves indigènes.
De 1906 à 1910, avec l'étiquette du Parti pour le libre-échange, il est le député de la circonscription de Brisbane à la Chambre des représentants du Parlement fédéral australien. Il y défend l'autonomie des États d'Australie vis-à-vis du pouvoir fédéral et s'oppose à l'expulsion des ouvriers noirs mélanésiens du Queensland, jugeant leur présence importante pour les intérêts économiques du Queensland et pour le développement du nord de l'Australie. Il est ministre sans portefeuille dans le gouvernement de coalition de partis conservateurs que mène Alfred Deakin de juin 1909 à avril 1910. Partisan, comme la plupart des Australiens, de l'Empire britannique, il participe à la délégation australienne à la conférence impériale de juillet 1909 qui rassemble des représentants des gouvernements du Royaume-Uni et des dominions pour discuter de la consolidation des capacités militaires de l'empire. Il prend ainsi part à la confirmation de la décision de créer la Royal Australian Navy, une force navale propre à l'Australie.
Engagé dans l'armée de réserve australienne à partir du début des années 1880, il devient à terme commandant de la brigade du Queensland de l'artillerie australienne, et est fait en 1903 compagnon de l'ordre de Saint-Michel et Saint-Georges, avant d'en prendre sa retraite en 1912. Un temps président de l'Association de cricket du Queensland, il est fait membre en 1907 de l'instance dirigeante fédérale du cricket en Australie. Il meurt en 1916 d'une maladie neuro-vasculaire, à l'âge de 66 ans.